# (356863) Maathai
Pour les articles homonymes, voir Mathai.
(356863) Maathai est un astéroïde de la ceinture principale, et plus spécifiquement du groupe de Hilda.

## Description
(356863) Maathai est un astéroïde du groupe de Hilda. Il présente une orbite caractérisée par un demi-grand axe de 3,95 UA, une excentricité de 0,11 et une inclinaison de 3,9° par rapport à l'écliptique.

## Compléments